# سبزقبای شکم‌آبی
سبزقبای شکم‌آبی (نام علمی: Coracias cyanogaster) نام یک گونه از سرده سبزقباهای رنگین است.